# Ebrahim Mirzapour
Ebrahim Mirzapour, né le 16 septembre 1978 à Khorramabad, est un footballeur iranien. Il joue au poste de gardien de but avec l'équipe d'Iran et le club de Saipa Karaj. Il mesure 1,95 m.

## Carrière

### En club
- 1997-1998 : Fajr Khorramabad -  Iran
- 1998-2006 : Foolad Ahvaz -  Iran
- 2006-2007 : Esteghlal Ahvaz -  Iran
- 2007-2008 : Estil Azin -  Iran
- 2008- : Saipa Karaj -  Iran

### En équipe nationale
Il était titulaire lors des matchs qualificatifs aux coupes du monde 2002 et 2006 et lors de la coupe d'Asie 2004.
Mirzapour participe à la coupe du monde 2006 avec l'équipe d'Iran. Il est titulaire au poste de gardien de but.

## Palmarès
- 70 sélections en équipe nationale (68 buts concédés) entre 2001 et 2008
- Champion d'Iran en 2005